# Дижон-6
Дижон 6-й кантон (фр. Dijon  6e  Canton) — кантон во Франции, находится в регионе Бургундия. Департамент кантона — Кот-д’Ор. Входит в состав округа Дижон. Население кантона на 2006 год составляло 22 529 человек.
Код INSEE кантона — 2140. Всего в кантон Дижон 6-й кантон входит 1 коммуна — Дижон 6-й кантон.